# Destolmia conspersa
Destolmia conspersa är en fjärilsart som beskrevs av Walker 1865. Destolmia conspersa ingår i släktet Destolmia och familjen tandspinnare. Inga underarter finns listade i Catalogue of Life.